# 데이비드 워싱턴
데이비드 워싱턴 드 소자 외젠니오 (Deivid Washington de Souza Eugênio, 2005년 6월 5일 ~ )는 브라질의 축구 선수이며, 프리미어리그의 첼시에서 공격수로 뛰고 있다.